# Pasquale J. Spino
Pasquale J. Spino (Newark, New Jersey, 7 juli 1942) is een Amerikaans componist en muziekpedagoog.

## Levensloop
Spino studeerde aan de Universiteit van Minnesota in Minneapolis en privé bij Václav Nelhýbel. Aansluitend was hij muziekleraar aan openbare scholen in New Jersey. Als componist schrijft hij werken voor harmonieorkest en koren. In 1973 won hij een compositiewedstrijd van de Staatsuniversiteit van Indiana in Terre Haute.

## Composities

### Werken voor harmonieorkest
- 1965 American Snapshots
- 1975 Sound Dramas
- 1981 Choral dramatique
- Fanfare, Choral and March
- Jubilation
- Theme and Variations

### Werken voor koren
- 1971 A patch of old snow, voor gemengd koor
- 1971 Nothing gold can stay, voor gemengd koor
- Five Poetic Songs, voor gemengd koor
- Lament, voor gemengd koor